# Aleuroporosus lumpurensis
Aleuroporosus lumpurensis es un hemíptero de la familia Aleyrodidae, con una subfamilia: Aleyrodinae.
Aleuroporosus lumpurensis fue descrita científicamente por primera vez por Corbett en 1935.